# M.G. 켈리
M. G. 켈리(M. G. Kelly, 1952년 1월 1일 ~ )는 미국의 배우, 디스크 자키이다.
에이다에서 태어났다.

## 출연 작품
- UHF 전쟁 (1989년)
- 롭스터맨 (1989년)
- 사각의 링 (1986년)
- Night Patrol (1984)
- J-멘 포에버 (1979년)
- 롤러 부기 (1979년)
- 버디 홀리 스토리 (1978년)
- 기동순찰대 (1977년)
- 더티 해리 3 - 집행자 (1976년)
- 스타 탄생 (1976년)

### 텔레비전
- 명탐정 바나비 존즈 (1979)